# Майна сулавеська
Майна сулавеська (Enodes erythrophris) — вид горобцеподібних птахів родини шпакових (Sturnidae). Ендемік Індонезії. Це єдиний представник монотипового роду Сулавеська майна (Enodes).

## Опис
Довжина птаха становить 27-29 см. Виду не притаманний статевий диморфізм. Тім'я, спина, горло, груди і живіт темно-сірі. Над очима широкі червоні "брови", навколо очей чорна пляма. Махові пера бурі, покривні пера оливково=жовті. Гузка і надхвістя золотисті, хвіст східчастий, оливково-жовтий з кремовим кінчиком. Дзьоб чорний, лапи жовті.

## Поширення і екологія
Сулавеські майни є ендеміками острова Сулавесі. Вони живуть в гірських і рівнинних тропічних лісах і на узліссях, на висоті від 500 до 2300 м над рівнем моря.

## Поведінка
Сулавеські майни живуть парами і невеликими зграями, іноді утворюють великі зграї. Харчуються безхребетними і плодами, шукають їжу на деревах. Іноді приєднують до змішаних зграй птахів разом з целебеськими шпаками-білощоками і товстодзьобими майнами, які також є ендеміками Сулавесі.